# Papirus 112
Papirus 112 (według numeracji Gregory-Aland), oznaczany symbolem {\displaystyle {\mathfrak {P}}^{112}} – grecki rękopis Nowego Testamentu, spisany w formie kodeksu na papirusie. Paleograficznie datowany jest na V wiek. Zawiera fragmenty Dziejów Apostolskich.

## Opis
Zachował się tylko fragment jednej karty Dziejów Apostolskich (26,31-32; 27,6-7).
Posiada unikatowy wariant w Dz 27,7.

## Historia
Na liście rękopisów znalezionych w Oksyrynchos znajduje się na pozycji 4496. INTF umieścił rękopis na liście greckich rękopisów Nowego Testamentu, w grupie papirusów, dając mu numer 112. Tekst rękopisu opublikował W. E. H. Cockle w 1999 roku.
Rękopis datowany jest przez INTF na V wiek.
Jest cytowany w krytycznych wydaniach Nowego Testamentu (NA27, UBS4).
Obecnie przechowywany jest w Ashmolean Museum (Papyrology Rooms, P. Oxy. 4496) w Oksfordzie.